# CSA Steaua București
CSA Steaua București (rumunsky CSA Steaua București, kde CSA znamená Clubul Sportiv al Armatei Steaua, tj. česky: Armádní sportovní klub Hvězda) je rumunský sportovní oddíl z Bukurešti, spravovaný ministerstvem národní obrany. Sportovní oddíl byl založen roku 1947 jako ASA București (Asociația Sportivă a Armatei, tj. Armádní sportovní sdružení), klub pak změnil mnohokrát svůj název, ten současný Steaua si drží od r. 1961.
Klub je historicky znám jako rumunský armádní sportovní klub.
Sportovní kluby patřící pod společnost CSA Steaua v současné době provozují ragby, házenou, vodní pólo, basketbal (v současné době jen v mládežnické sekci), volejbal, atletiku, plavání, gymnastiku, box, veslování, kánoe, střelbu, vzpírání, šerm, tenis, cyklistiku a judo.
Jediný oddíl, který se oddělil od sportovního oddílu, je fotbalový klub FC Steaua București (v roce 1998), jehož jediné spojení s původním sportovním oddílem je stadion Stadionul Ghencea, pronajatý fotbalovým klubem na 49 let, který ale pořád patří pod ministerstvo národní obrany. Od roku 2017 má sportovní klub nový fotbalový oddíl, který nemá žádnou vazbu ke starému oddílu.
Autonomní jsou také klub ledního hokeje Hochei Club Steaua București a klub bojového umění wu-šu, který řídí vlastník fotbalového klubu Steaua George Becali.